# 9382 Mihonoseki
9382 Mihonoseki este un asteroid din centura principală de asteroizi.

## Descriere
9382 Mihonoseki este un asteroid din centura principală de asteroizi. A fost descoperit pe 11 octombrie 1993 la Kitami de Kin Endate și Kazuro Watanabe. Asteroidul prezintă o orbită caracterizată de o semiaxă mare de 2,16 ua, o excentricitate de 0,14 și o înclinație de 3,8° în raport cu ecliptica.